# 莫伊斯角 (南奧克尼群島)
莫伊斯角（英語：Moyes Point），是南極洲的海岬，位於南奧克尼群島的西格尼島西南部，處於菲爾海峽東南入口處東面，在1933年由英國研究隊繪入地圖，現時由南極條約體系管理。